# شيلا نيلسون
شيلا نيلسون (بالإنجليزية: Sheila Nelson) هي معلمة موسيقى وملحنة وعازفة كمان بريطانية، ولدت في 1936.

## وصلات خارجية
- شيلا نيلسون على موقع ميوزك برينز (الإنجليزية)
- شيلا نيلسون على موقع ديسكوغز (الإنجليزية)